# رینگندرف
رینگندرف (به فرانسوی: Ringendorf) یک کمون در فرانسه با جمعیت ۴۱۶ نفر است که در Canton of Hochfelden واقع شده‌است.